# بلودا (كورنوال)
بلودا (بالإنجليزية: Belowda)‏ هي قرية تقع في المملكة المتحدة في كورنوال.